# 20364 Зденекмілер
20364 Зденекмілер (20364 Zdeněkmiler) — астероїд головного поясу, відкритий 20 травня 1998 року.
Тіссеранів параметр щодо Юпітера — 3,262.
Названо на честь Зденека Мілера (чеськ. Zdeněk Miler, 1921 — 2011) — чеського художника-аніматора. Здобув популярність як творець дитячого анімаційного серіалу про Кротика (Krtek або Krteček чеською).